# Monschau
Monschau (em Francês e até ao século XX, Montjoie) é uma cidade situada na parte ocidental da Alemanha, no distrito de 
Aquisgrão (Aachen), no estado da Renânia do Norte-Vestfália.
Situa-se entre as colinas da cadeia montanhosa de Eifel, no vale estreito do rio Rur.
O centro histórico da cidade não foi destruído durante a segunda guerra mundial. Em consequência, as casas de madeira e as ruas estreitas permaneceram quase inalteradas por 300 anos, fazendo de Monschau uma atracção turística muito popular nos dias de hoje, em especial nas faixas etárias mais velhas. Historicamente, os têxteis constituíam a maior indústria da cidade.

## História

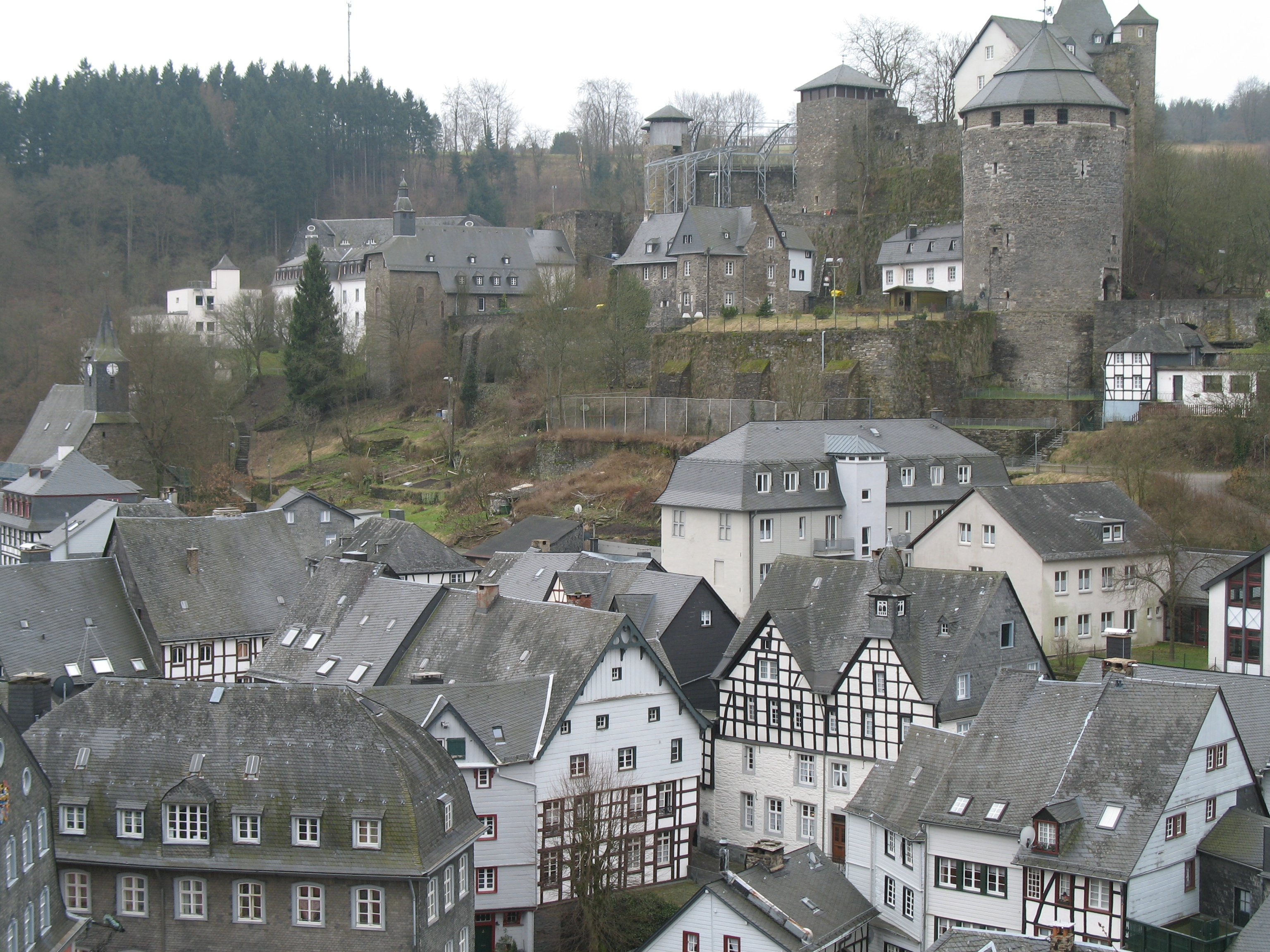
Casas de telhado de ardósia e ruínas do castelo

Acima da cidade, encontra-se o castelo Monschau, datando do século XIII. A primeira referência a Monschau está presente num texto de 1189. A partir de 1433, o castelo foi usado como trono dos duques de Jülich. Em 1543, o imperador Carlos V cercou-a, como parte do feudo de Geldern, capturando-a e pilhando-a. Contudo, o castelo permaneceu com os duques de Jülich até 1609, data em que se tornou parte do condado de Neuburg.
Em 1795, a região foi capturada por franceses, que, sob o nome de Monjoie, fizeram dela a capital do cantão de Roer. Mais tarde, após passar a integrar a Prússia, em 1815, Monschau tornou-se a capital dum distrino denominado Kreis Monjoie. Em 1918, o imperador alemão mudou definitivamente o nome para Monschau.
Em 1972 a cidade foi aumentada com os municípios outrora independentes de Höfen, Imgenbroich, Kalterherberg, Konzen, Mützenich e Rohren.

## Museus
- Rotes Haus: museu etnográfico da cidade.
- Caffee-Rösterei Wilhelm Maassen: café construído em 1862. O café era aqui torrado segundo tradição familiar. É possível assistir à torrefacção do café.
- Felsenkeller Brauerei-Museum: museu de produção de bebidas alcoólicas.
- Druckerei-Museum: museu de impressão gráfica.

Também é possível visitar as ruínas de casamatas da segunda guerra mundial, assim como destroços das armadilhas para tanques da Linha Siegfried.

## Ligações externas

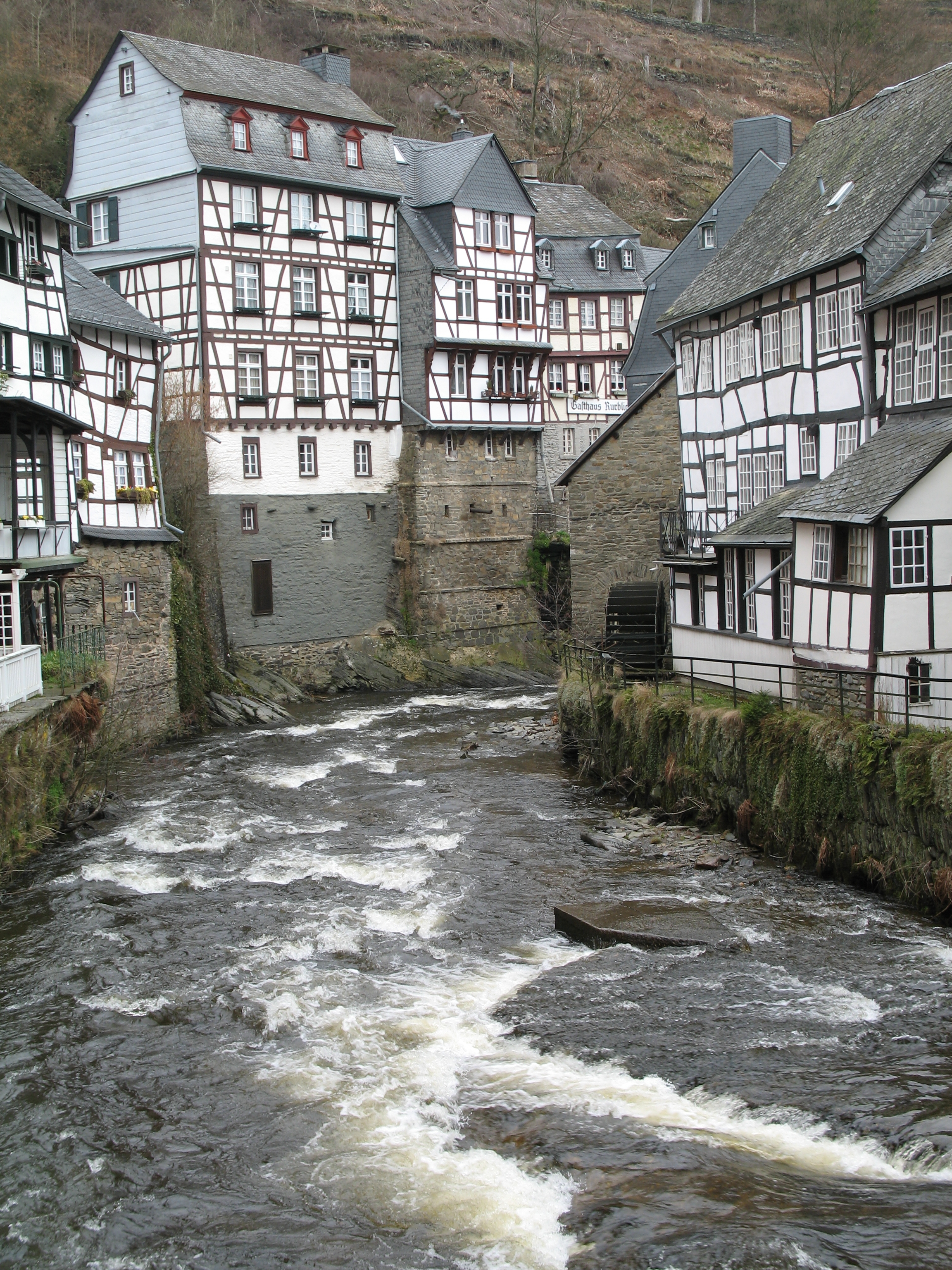
Centro de Monschau, ao pé do rio Rur